# Ferrari 159 S
La Ferrari 159 S è un'autovettura da competizione costruita dalla casa automobilistica italiana Ferrari nel 1947.

## Contesto
Era il modello successore della prima automobile costruita dalla Ferrari, la 125 S. A differenza dell'antenata, che vinse sei delle quattordici gare a cui prese parte nel 1947, la 159 S ebbe una vita agonistica di breve durata e fu rapidamente sostituita dalla 166 S l'anno seguente. Dalla 159 S derivò la 159 C, che aveva una meccanica simile ma un motore diverso.

## Caratteristiche tecniche
Come la 125 S, la 159 S usava un telaio tubolare con longheroni e traverse. Aveva sospensioni a doppio braccio trasversale a balestra per l'avantreno, e assale rigido per il retrotreno.
La cilindrata del motore V12 progettato da Gioachino Colombo fu aumentata dai 1497 cc della 125 S a 1903 cc. La sospensione anteriore era a ruote indipendenti, con quadrilateri deformabili e balestra trasversale, gli ammortizzatori erano idraulici. La sospensione posteriore aveva un ponte rigido e balestre longitudinali con una barra antirollio e gli ammortizzatori erano anch'essi idraulici.

## I modelli
Le due 159 S prodotte erano numerate 003C e 004C. La più vecchia Ferrari esistente con certificazione è una 166 Spyder Corsa numerata 002C; era originariamente una 159 S ed è posseduta da James Glickenhaus.

## Le corse
La 159 S debuttò il 15 agosto 1947 sul Circuito di Pescara con alla guida il pilota ufficiale della Ferrari, Franco Cortese. Sebbene era al comando per quasi tutta la gara, la 159 S fu battuta dalla Stanguellini con alla guida Vincenzo Auricchio. Come la 125 S, la 159 S fu in grande difficoltà rispetto alla Maserati A6 GCS per la restante parte della stagione 1947. Comunque il 12 ottobre dello stesso anno, nel Gran Premio di Torino, la vettura conquistò con Raymond Sommer una vittoria assoluta con l'unica 159 S portata in gara.